# Mi pequeña flor (álbum)
Mi pequeña flor es un álbum de estudio de Manolo Escobar, grabado en 1979. Es el último disco grabado en los años 70, que llegó a ser disco de oro, dónde se encuentra canciones como Mi pequeña flor (Vanessa), Tus ojos negros, A que no te acuerdas, Pastor, Tus besos, Los alegres maletillas, Me voy "pal" campo, Mi calabozo, Hola, Tenías que ser tú, Me voy, me voy, Yo creo en el amor.

## Pistas
| Mi pequeña flor |                             |          |  |
| N.º             | Título                      | Duración |  |
| 1.              | «Mi pequeña flor (Vanessa)» | 2.53     |  |
| 2.              | «Tus ojos negros»           | 3.05     |  |
| 3.              | «A que no te acuerdas»      | 3.05     |  |
| 4.              | «Pastor»                    | 2.10     |  |
| 5.              | «Tus besos»                 | 3.05     |  |
| 6.              | «Los alegres maletillas»    | 3.21     |  |
| 7.              | «Me voy "pal" campo»        | 2.35     |  |
| 8.              | «Mi calabozo»               | 2.35     |  |
| 9.              | «Hola»                      | 2.40     |  |
| 10.             | «Tenías que ser tú»         | 3.27     |  |
| 11.             | «Me voy, me voy»            | 3.01     |  |
| 12.             | «Yo creo en el amor»        | 3.08     |  |